# 옥시테트라사이클린

옥시테트라사이클린

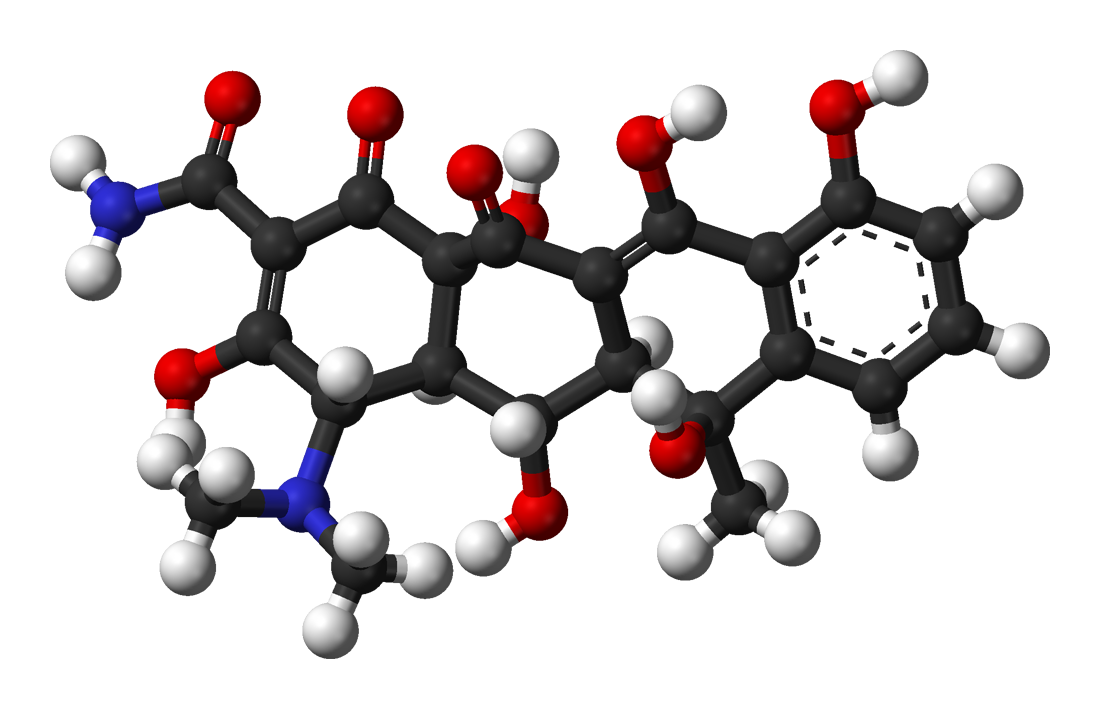
옥시테트라사이클린 3D 모델링

옥시테트라사이클린(영어: Oxytetracycline)은 테트라사이클린계 항생제의 일종이다. 다른 테트라사이클린처럼 옥시테트라사이클린도 다양한 일반적인 감염성 질병을 치료하기 위해 사용된다. 흡수가 좋아서 테트라사이클린보다 더 선호된다. 코코야자 나무의 치명적인 황변을 억제하는 데에도 사용된다. 그러나 일부 박테리아 균주가 이 항생제에 내성을 나타내어 일부 유형의 감염 치료 효과가 떨어졌다. 옥시테트라사이클린은 1949년에 특허를 받았으며 1950년에 상업적으로 사용되었다.

## 동작 원리
옥시테트라사이클린은 세균이 번식에 필요한 필수 단백질을 생산하는 능력을 방해한다. 따라서 옥시테트라사이클린은 감염의 확산을 멈추고, 나머지 세균은 면역계의 면역 작용에 의해 죽거나 생명을 다해 사멸한다.

## 치료 범위
옥시테트라사이클린은 클라미디아 감염증(눈 감염, 트라코마, 생식기 감염, 요도염) 및 미코플라스마에 의해 발생하는 감염(폐렴 등)을 치료하는데 사용된다. 옥시테트라사이클린은 여드름 치료에 사용되며, 만성 기관지염의 발적 치료에 사용된다. 옥시테트라사이클린은 또한 리케차(Rickettsia)라 불리는 세균이 일으키는 희귀한 감염을 치료하는데 사용될 수 있다.

## 유해반응
유해 반응으로는 테트라사이클린계 항생제에서 일반적으로 나타나는 위장 알레르기 및 광감작성 알레르기 반응이 있다. 또한 매우 드물긴 하지만, 치아나 뼈와 같은 칼슘이 풍부한 부위에 손상을 주며, 자주 나타나는 증상으로 해군강(naval cavity) 부식을 일으킨다. 이러한 이유로 다른 명백한 대체물이 없어 의사가 인정하는 특별한 경우를 제외하고는 임산부나 수유 여성 및 12세 이하의 어린이 치료에 사용해서는 안 된다. 광범위하게 사용한 후에 칸디다증(아구창)이 적지 않게 나타난다.
피부 및 눈에 접촉하거나 흡입하면 자극을 일으킬 수 있다. 옥시테트라사이클린을 섭취하면 오심, 위장 자극, 구토, 복부통증, 식도궤양, 상복부 통증 및 화상, 설사, 연하곤란, 소장결장염, 식욕부진, 요독증, 범혈구감소증, 산증, 고칼륨혈증, 심장 부정맥이 발생할 수 있다. 많은 양을 경구 투여하면 이전에 테트라사이클린에 노출된 적이 있는 사람에서는 과민증, 광독성, 신독성, 간독성 반응이 나타날 수 있다.